# L'Homme qui penche
Pour plus de détails, voir Fiche technique et Distribution.
L'Homme qui penche est un film français réalisé par Marie-Violaine Brincard et Olivier Dury, sorti en 2021.

## Synopsis
Évocation de la brève existence de Thierry Metz, manœuvre, saisonnier dans le Lot-et-Garonne, considéré comme un poète majeur de la fin du XXe siècle.

## Fiche technique
- Titre : L'Homme qui penche
- Réalisation : Marie-Violaine Brincard et Olivier Dury
- Photographie : Olivier Dury
- Son : Philippe Grivel
- Montage son : Bruno Ginestet
- Montage : Qutaiba Barhamji
- Production : Survivance
- Pays de production :  France
- Genre : documentaire
- Durée : 95 minutes
- Date de sortie : 
  - France : 8 décembre 2021

## Sélections
- Cinéma du réel 2020[1]